# Mening
Een mening (Indogermaans moino: wissel, ruil) of opinie is een in de mens aanwezige subjectieve opvatting, dan wel houding, ten opzichte van toestanden, gebeurtenissen of personen. Zowel een individu als een groep kan een mening bezitten. Een mening heeft betrekking op een onderwerp, en is niet per se gebaseerd op feiten of bewijs. Met het uitspreken van een mening maakt men kenbaar hoe men ergens over denkt. Het gaat in wezen om een waardebepaling, beoordeling of hoe men iets ziet. Wanneer twee of meer personen er verschillende meningen op na houden, is er sprake van een meningsverschil.
Een mening wordt vaak gevormd op basis van eigen ervaring en kennis, binnen de context van de eigen sociale omgeving en opleiding, en kan het gevolg zijn van zelfstandig denken. Het kan ook zijn dat de mening wordt gevolgd van een persoon of groep die men bewondert of waar men in gelooft, of de heersende mening van een gemeenschap - de publieke opinie - waar men deel van uitmaakt of in wil worden opgenomen. Een mening kan dus gevormd zijn door individuele standpunten, die beïnvloed zijn door wat er binnen een samenleving als norm of wet geldig is. 
Een waardeoordeel is een mening over de vraag in hoeverre iets ethisch goed of slecht is. 
Weten staat sinds de Griekse filosofie in tegenstelling tot mening, waarbij in eerste instantie ook het 'weten' als een mening werd beschouwd.
Binnen een betoog is een standpunt een mening die publiekelijk verdedigd wordt.

## Politiek
In de politiek wordt het uitwisselen van verschillende meningen en opvattingen een debat genoemd. In een democratische rechtsstaat kan de opvatting die bij een stemming een meerderheid haalt tot wetgeving leiden waar de meerderheidsmening leidraad is. Leden van een parlement stemmen echter ook altijd in het algemeen belang, het gaat bij stemming in een parlement om de mening waarvan de volksvertegenwoordiger denkt dat deze het algemeen belang het beste dient.

## Wetenschap
In de wetenschap wordt het hebben van verschillende meningen en het uitwisselen van standpunten gestimuleerd. Als een van de basisbeginselen geldt hier, dat een met feiten onderbouwd standpunt kan worden bekritiseerd, ook weer onderbouwd, en de inhoud van het denken over een onderwerp daardoor wordt verbeterd. Dit heet voortschrijdend inzicht. Hier heeft verschil van mening of van standpunt een functie in de ontwikkeling van het vakgebied, en daarmee een andere betekenis dan in het dagelijks leven.

## Recht
In de praktijk van de rechtspraak of in de rechtswetenschap kan verschil van mening bestaan over de uitleg of de interpretatie van wet- of regelgeving, of over een bepaald juridisch leerstuk. 
De discussie wordt gevoerd in de wetenschap, dan worden de meningen in handboeken en artikelen verwoord. Ook kan verschil van mening over toepassing van het recht tussen burgers onderling spelen of tussen burgers en een bestuursorgaan. Als men er onderling niet uitkomt is het aan de rechter om een oordeel te vellen over welk standpunt in het betreffende rechtstelsel als norm geldt. Is sprake van decennialange bestendige rechtspraak over een bepaald juridisch verschil van mening, wordt de regel uit de jurisprudentie vaak door het parlement omgezet in een wet (codificatie).

## Vrijheid om een eigen mening te hebben.
In België en Nederland en in andere landen met een democratische regeringsvorm, bestaat het recht op  gewetensvrijheid en de vrijheid van meningsuiting. In landen met een autoritair regime kan men bestraft of anderszins benadeeld worden als men een mening ventileert die het regime onwelgevallig is. 
Binnen een democratische samenleving kan een individu worden gestraft, benadeeld of buitengesloten door zijn familie of gemeenschap, als hij of zij een andere mening uit, dan door het hoofd van de gemeenschap of familie voor juist wordt gehouden.